# Gudmund Stenersen
Pour les articles homonymes, voir Stenersen.
Gudmund Stenersen, né le 18 août 1863 à Ringsaker et mort le 17 août 1934 à Oslo,  est un peintre et illustrateur norvégien.

## Illustrations

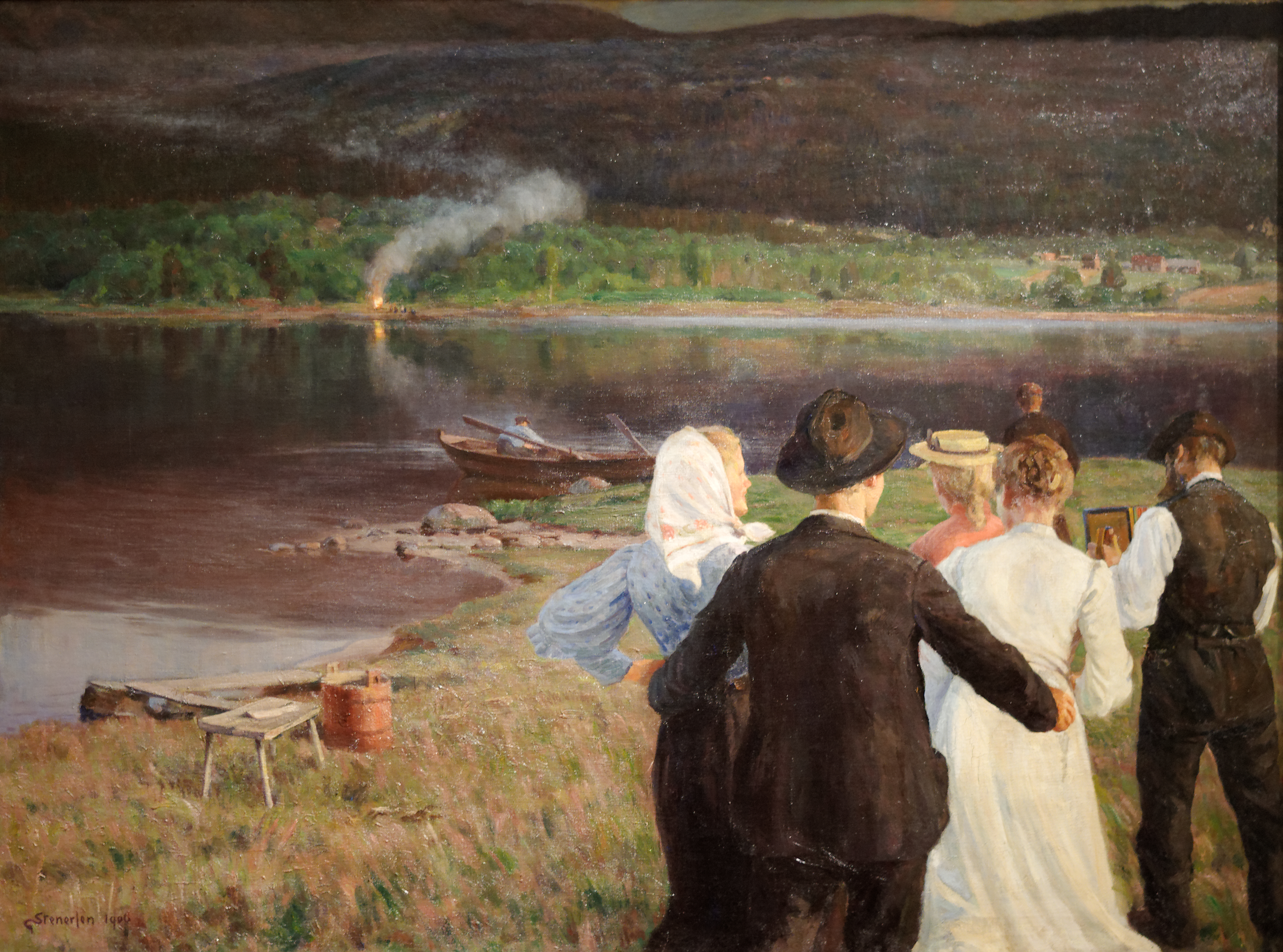
Fête de la Saint Jean, 1906